# Піттсбург (Іллінойс)
Піттсбург (англ. Pittsburg) — селище (англ. village) в США, в окрузі Вільямсон штату Іллінойс. Населення — 565 осіб (2020).

## Географія
Піттсбург розташований за координатами 37°46′36″ пн. ш. 88°51′1″ зх. д. / 37.77667° пн. ш. 88.85028° зх. д. (37.776593, -88.850213).  За даними Бюро перепису населення США в 2010 році селище мало площу 5,45 км², з яких 5,37 км² — суходіл та 0,08 км² — водойми.

## Демографія
Згідно з переписом 2010 року, у селищі мешкали 572 особи в 231 домогосподарстві у складі 171 родини. Густота населення становила 105 осіб/км².  Було 254 помешкання (47/км²).
Расовий склад населення:
| - 94,9 % — білих - 1,7 % — корінних американців - 0,5 % — азіатів |

До двох чи більше рас належало 2,3 %. Частка іспаномовних становила 2,8 % від усіх жителів.
За віковим діапазоном населення розподілялося таким чином: 22,2 % — особи молодші 18 років, 61,0 % — особи у віці 18—64 років, 16,8 % — особи у віці 65 років та старші. Медіана віку мешканця становила 41,3 року. На 100 осіб жіночої статі у селищі припадало 109,5 чоловіків;  на 100 жінок у віці від 18 років та старших — 102,3 чоловіків також старших 18 років.
Середній дохід на одне домашнє господарство  становив 46 815 доларів США (медіана — 35 625), а середній дохід на одну сім'ю — 53 255 доларів (медіана — 47 321). Медіана доходів становила 41 167 доларів для чоловіків та 23 929 доларів для жінок. За межею бідності перебувало 11,8 % осіб, у тому числі 19,2 % дітей у віці до 18 років та 4,8 % осіб у віці 65 років та старших.
Цивільне працевлаштоване населення становило 247 осіб. Основні галузі зайнятості: освіта, охорона здоров'я та соціальна допомога — 25,5 %, роздрібна торгівля — 16,2 %, транспорт — 13,0 %.